# 拉雄错
拉雄错（藏語：ལ་གཤོངས་མཚོ，威利转写：la gshongs mtsho，THL：Lashong Tso）位于中国西藏自治区阿里地区改则县境内，地处改则县东北部。湖面海拔4887米，面积59.7平方公里。湖区年均气温-6～-4℃，年均降水量100～150毫米。湖水主要靠地表径流补给。湖滨地势开阔，多盐碱地。

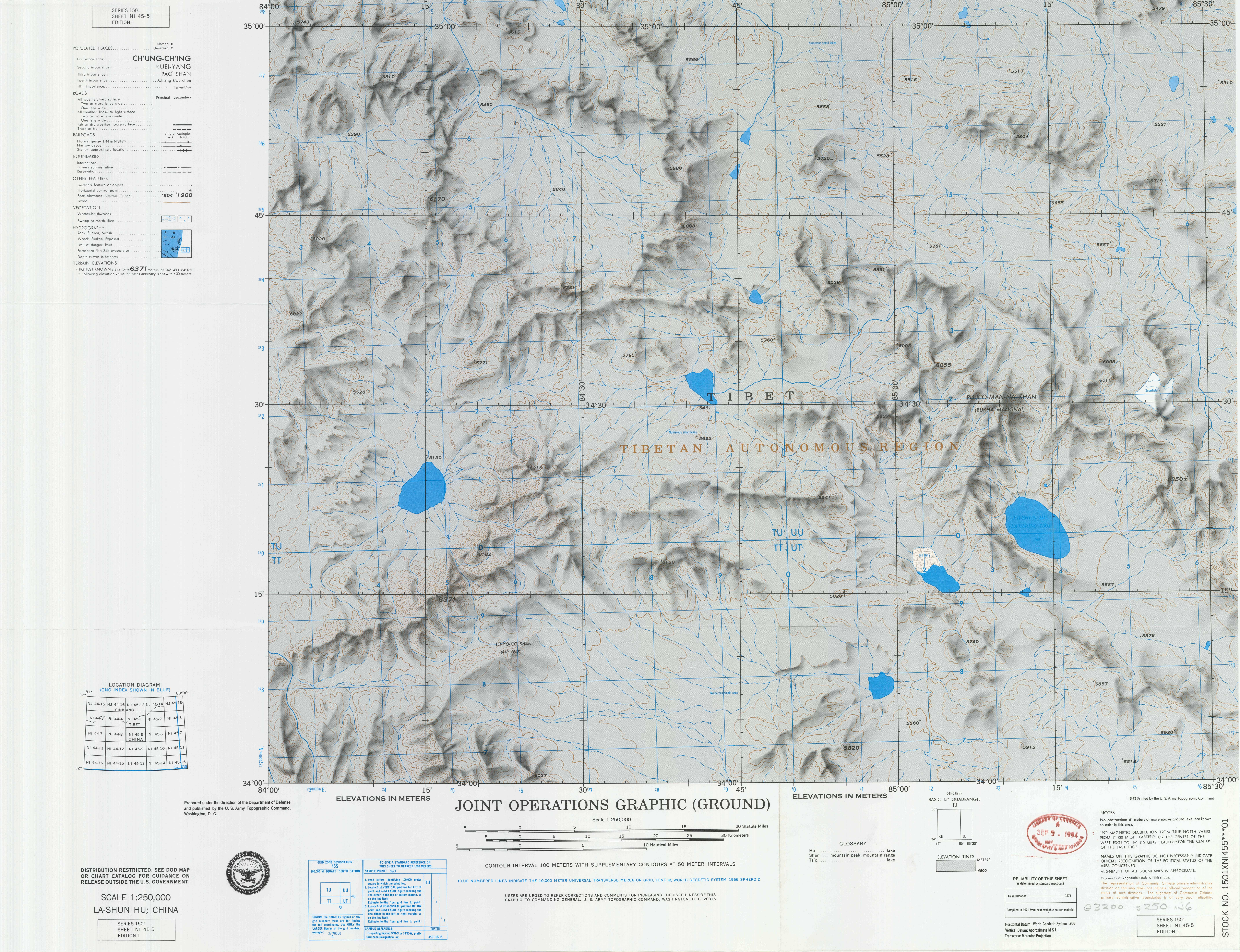
包括拉雄錯(LA-SHUN HU (LA-HSIUNG TSO))的地圖(ATC, 1971年)